# Миллиор, Елена Александровна
Елена (Нелли) Александровна Миллиор (9 октября 1900, Екатеринодар — 12 января 1978, Ленинград) — историк античности, кандидат исторических наук, литератор, ученица Вяч. Иванова.

## Биография
Елена Александровна Миллиор родилась 9 октября 1900 года в Екатеринодаре. Её отец был инженером, а мать преподавала музыку и состояла в родстве со Шварцами (драматург Е. Л. Шварц и эстрадный чтец А. И. Шварц были двоюродными братьями Е. А. Миллиор).
В 1919 г. поступает на историко-филологический факультет Бакинского государственного университета. Там она знакомится со своим будущим научным руководителем Вяч. Ивановым, профессором АзГУ, близкое общение (Е. А. Миллиор была постоянным участником «Чаши», круга близких друзей Вяч. Иванова) и переписка с которым сохранятся до конца жизни поэта. Этот период своей жизни Е. А. Миллиор запечатлит в воспоминаниях о Вяч. Иванове.
В 1934 г. поступает в аспирантуру по кафедре древней истории в Ленинградском госуниверситете. В 1937 г. под руководством С. А. Жебелёва и С. Я. Лурье защищает кандидатскую диссертацию на тему «Исократ и второй афинский морской союз».
В 1937—1939 гг. (по распределению) и в 1943—1960 гг. (после эвакуации из Ленинграда) преподавала в Удмуртском государственном педагогическом институте историю, древние и новые языки. Вела активную научную работу, занимаясь проблемами русской и зарубежной литературы. В частности, пишет ряд статей о романах Т. Манна «Волшебная гора» и «Доктор Фаустус».
С 1960-х гг. жила в Ленинграде, занималась проблематикой романа М. Булгакова «Мастер и Маргарита», писала роман из античной жизни «Дион».
Скончалась 12 января 1978 г. в Ленинграде.

## Оценки
Из отзыва профессора С. Я. Лурье: «…её кандидатская диссертация является ценным вкладом в научную литературу, и с ней обязан будет считаться всякий, кто захочет изучать вопрос об Исократе и его времени».
Из отзыва академика С. А. Жебелёва: «Работа Е. А. Миллиор, в общем, носит историко-литературный характер, а поскольку указанные речи Исократа [„Панегирик“, „Платейская речь“, „Архидам“, „О мире“ (380—355)] являются одним из основных источников для охватываемого этими речами отрезка времени Афинской истории IV в., работа Е. А. Миллиор расчищает дорогу для тех или иных построений исторического характера».
Из отзыва академика И. И. Толстого: «Автор сумел чрезвычайно отчетливо показать внутреннее политическое содержание этих речей в их живой, внутренней связи с исторической обстановкой Греции середины IV века до н. э. < … > В полной мере используя результаты работы западных, буржуазных учёных, т. Миллиор умеет оставаться, по существу, независимой от них».

## Список произведений
- Исократ и Афинский второй морской союз // Уч. зап. Сер. ист. наук / ЛГУ. — 1939. — Вып. 4.
- Античная традиция о тирании Аристодема Кумского // Вестн. древ. истории. — 1953. — № 3. — С. 208—212.
- Отзыв на статью К. М. Колобовой «К вопросу об ассимиляции и о роли религиозно-родовых союзов в рабовладельческом обществе» (для редакции ВДИ, сент. 1953). — Рукоп.
- Отзыв на главу, написанную проф. К. К. Зельиным для II тома «Всемирной истории», «Основные черты эллинизма» (для редакции II тома «Всемирной истории», янв. 1954). — Рукоп. [Рец.]
- Колобова К. М., Глускина Л. М. Очерки истории Древней Греции: Пособие для учителя. 1958 // Вестн. древ. истории. — 1959. — № 4. — С. 174—178.
- Размышления о романе М. Булгакова «Мастер и Маргарита» // Вестн. Удм. ун-та. — Ижевск, 1995. — С. 77—129 [полный текст. — Ред.].